# Sarragachies
Sarragachies település Franciaországban, Gers megyében. Lakosainak száma 220 fő (2022. január 1.). Sarragachies Izotges, Maulichères, Riscle, Saint-Martin-d’Armagnac, Sorbets és Termes-d’Armagnac községekkel határos.

## Népesség
A település népessége az elmúlt években az alábbi módon változott:
| Lakosok száma | 312  | 296  | 271  | 258  | 262  | 257  | 237  | 231  | 228  | 220  |
|               | 1968 | 1982 | 1990 | 2006 | 2013 | 2015 | 2017 | 2019 | 2020 | 2022 |